# リコ・ヘンリー
リコ・ヘンリー（Rico Henry、1997年7月8日 - ）は、イングランド・バーミンガム出身のサッカー選手。ブレントフォードFC所属。ポジションはDF。

## 経歴

### クラブ
11歳でウォルソールFCのアカデミーに入団。16歳の誕生日の直後、リーズ・ユナイテッドFCとのプレシーズンマッチに出場、非公式戦ながらトップチームデビューを果たした。1年後、クラブとプロ契約を締結した。2014年12月9日、フットボールリーグトロフィーのトレンメア・ローヴァーズFC戦でプロデビュー。
2016年8月31日、EFLチャンピオンシップのブレントフォードFCに5年契約で移籍。移籍金は150万ポンドで、活躍次第で500万ポンドまで上昇する。

### 代表
各年代別のイングランド代表に選出されている。2017年には韓国で開催されたFIFA U-20ワールドカップに参加するメンバーに選出されたが、負傷のため辞退した。

## タイトル

### 個人
- EFLリーグ年間ベストイレブン: 2015-16[7]